# Leptomastix dactylopii
Leptomastix dactylopii är en stekelart som beskrevs av Howard 1885. Leptomastix dactylopii ingår i släktet Leptomastix och familjen sköldlussteklar. Arten är reproducerande i Sverige. Inga underarter finns listade i Catalogue of Life.